# 笑福亭松鶴

五枚笹は、笑福亭一門の定紋である。

笑福亭 松鶴（しょうふくてい しょかく）は、上方落語の名跡。1996年に7代目が松葉へ追贈されて以来、空位となっている。笑福亭一門の止め名。
なお、大阪弁では長音を省略する場合があり、「松鶴」を「しょかく」と読むのは一種の読み癖である（「鶴光」を「つるこ」、「鶴瓶」を「つるべ」などと読むのも同じ）。そのため、古い史料等には｢しょうかく｣と記されているものもある。なお、4代目吹き込みのSPレコードでは、自らを「しょかく」と名乗っている。代々（墓として残されているのは3代目以降）の墓所は大阪市天王寺区四天王寺2丁目の壽法寺（別名・紅葉寺）にある。毎年6代目の命日9月5日には松鶴一門が所属事務所の枠を超え集まり歴代の松鶴を偲ぶ法事が行なわれる。
歴代
- 2代目笑福亭松鶴 - 後の2代目笑福亭圓笑。
- 4代目笑福亭松鶴 - 後の笑福亭松翁。
- 5代目笑福亭松鶴 - 当該項目で記述。
- 6代目笑福亭松鶴 - 当該項目で記述。上方落語の四天王のひとり。
- 7代目笑福亭松鶴 - 生前は笑福亭松葉。死後に7代目笑福亭松鶴を追贈された。

## 初代
初代 笑福亭 松鶴（1811年1月16日 - 1866年1月7日）は、本名：桔梗屋正兵衛。享年55。
2代目笑福亭吾竹（または吾竹門下の吾玉）門下。初代笑福亭松喬（火消壷の松喬）を経て、初代松鶴を名乗る。
大阪の新町遊郭で楊弓屋を営み、頭の形から「火消壷」とあだ名される。安政頃には大津絵節の替歌で人気を得、一枚摺や小冊子の流行唄に多く名を残している。天性の美声の持ち主で、初代桂文枝と共に上方落語の隆盛をもたらす礎を築いた。
挨拶に来た同業者に「この寒空に単衣の羽織ではどむならん。悪いが私のを着てくれんか」と袷羽織を着せてやる。ペコペコ頭を下げるその男に「私が前座でピーピー言うてる頃、お前さんには下駄の揃え方が悪いと足蹴りされたもんやった。そのお前が私の遣う羽織を貰うてくれるようになったんやなア」と、皮肉な仇討ちをしたという。

### 門下
- 2代目笑福亭松鶴
- 2代目笑福亭松喬
- 2代目笑福亭松竹
- 笑福亭松柳
- 立川八百蔵

## 3代目
3代目 笑福亭 松鶴（1845年 - 1909年3月30日）は、本名：武田龜太郎。享年65。
元は天狗連の浮世物真似師の龜丸という。26歳の頃、2代目立川三光に入門、立川光柳を名乗る。次に桂慶治門下で桂慶枝（慶司、慶士とも）。後に2代目松鶴に招かれて3代目松喬（松橋とも）を名乗り、1878年に3代目松鶴を襲名したが、師匠と不和になり京都に移り初代木鶴を経て、1880年1月に松鶴に復名。
当初は桂派の真打だったが、2代目桂文枝（後の桂文左衛門）の敵である2代目月亭文都と仲が良かったことから、後に文枝と齟齬を来たし、1893年に文都、初代笑福亭福松らと共に三友派を立ち上げに参加し会長につき、桂派と袂を分かつ。1896年1月には同派を去り講釈に転じるが、1905年に初代福松の没で弱体化した三友派に再度迎え入れられ竹山人と改名。翌年5月に再度三友派を退いた。講釈時代は大阪天満宮裏の宝来亭に出演し、好評を博していたという。
若年時から風格を見せるために頭を剃り上げており、3代目といえば、この禿頭の風貌が有名であった。また、膨大な持ちネタを誇り、2代目旭堂南陵によれば、2ヶ月間、神戸で席を共にした際、一度も同じネタを繰り返さず、240数題を、いずれも見事な出来栄えで語ったと言う。落語家時代は『三十石』『盲景清』『新粉屋新兵衛（紺田屋）』講釈師時代は『大塩平八郎』『一休禅師』など、落語家時代から講談種を得意としており、今もしばしば演じられる佐々木顕発を元に作られた『佐々木裁き』は3代目松鶴の作で、一休頓知噺にヒントを得たものである。

### 門下
- 2代目笑福亭竹我
- 2代目笑福亭梅鶴
- 4代目笑福亭松鶴
- 3代目笑福亭圓笑
- 2代目笑福亭里キ松
- 4代目笑福亭松喬
- 笑福亭松葉
- 5代目笑福亭松喬
- 笑福亭梅香（飛呂秀吉）